# Campeonato Mundial de Ciclismo BMX de 2014
El XIX Campeonato Mundial de Ciclismo BMX se celebró en Róterdam (Países Bajos) entre el 23 y el 27 de julio de 2014 bajo la organización de la Unión Ciclista Internacional (UCI) y la Federación Neerlandesa de Ciclismo.
Las competiciones se realizaron en la pista de BMX construida temporalmente en el pabellón Ahoy Rotterdam de la ciudad neerlandesa.

## Resultados

### Masculino
| Evento               | Oro                             | Plata                                | Bronce                       |
| -------------------- | ------------------------------- | ------------------------------------ | ---------------------------- |
| Carrera (27.07)      | Sam Willoughby Australia 25,393 | Tory Nyhaug · Canadá · 27,526        | Tre Whyte Reino Unido 33,461 |
| Contrarreloj (26.07) | Sam Willoughby Australia 24,757 | Corben Sharrah Estados Unidos 24,819 | Joris Daudet Francia 24,924  |

### Femenino
| Evento               | Oro                                    | Plata                              | Bronce                                 |
| -------------------- | -------------------------------------- | ---------------------------------- | -------------------------------------- |
| Carrera (27.07)      | Mariana Pajón · Colombia · 26,983      | Alise Post Estados Unidos 27,432   | Laura Smulders · Países Bajos · 27,718 |
| Contrarreloj (26.07) | Laura Smulders · Países Bajos · 27,449 | Caroline Buchanan Australia 27,471 | Mariana Pajón · Colombia · 27,553      |

## Medallero
| Núm. | País           | Oro | Plata | Bronce | Total |
| ---- | -------------- | --- | ----- | ------ | ----- |
| 1    | Australia      | 2   | 1     | 0      | 3     |
| 2    | Colombia       | 1   | 0     | 1      | 2     |
| 2    | Países Bajos   | 1   | 0     | 1      | 2     |
| 4    | Estados Unidos | 0   | 2     | 0      | 2     |
| 5    | Canadá         | 0   | 1     | 0      | 1     |
| 6    | Francia        | 0   | 0     | 1      | 1     |
| 6    | Reino Unido    | 0   | 0     | 1      | 1     |
|      | TOTAL          | 4   | 4     | 4      | 12    |